# 広告美術仕上げ技能士
広告美術仕上げ技能士（こうこくびじゅつしあげぎのうし）とは、国家資格である技能検定制度の一種で、都道府県知事（問題作成等は中央職業能力開発協会、試験の実施等は都道府県職業能力開発協会）が実施する、広告美術仕上げに関する学科及び実技試験に合格した者をいう。
広告美術仕上げ技能士は、職業訓練指導員 (広告美術科)の実技試験免除資格となっている。

## 区分
広告美術仕上げの中で広告面ペイント仕上げ作業、広告面粘着シート仕上げ作業、広告面プラスチック仕上げ作業に分かれるが広告面粘着シート仕上げ作業のみ3級がある。

## 級別
広告面ペイント仕上げ作業、広告面粘着シート仕上げ作業、広告面プラスチック仕上げ作業ともに1級、2級の別がある。

## 実技作業試験内容

### 広告美術仕上げ(広告面ペイント仕上げ作業)
- 1級：与えられた課題テーマに合ったデザイン原稿を考案し、レイアウト、レタリング及び調色をして広告面を仕上げる。試験時間＝5時間30分
- 2級：与えられた図柄を使用し、レイアウト、レタリング、調色等の作業によって、課題テーマに合った広告面を仕上げる。試験時間＝5時間30分

### 広告美術仕上げ(広告面粘着シート仕上げ作業)
- 1級：与えられたアルミニウム複合板(1800mm×450mm×3mm) の光沢面に仕様及び割付け･割出し図に基づき、課題を制作する。試験時間＝5時間
- 2級：与えられたアルミニウム複合板(1800mm×450mm×3mm)の光沢面に仕様及び割付け図に基づき、課題を制作する。試験時間＝5時間
- 3級

### 広告美術仕上げ(広告面プラスチック仕上げ作業)
- 1級
- 2級